# Федорченко Іван Михайлович
Іва́н Миха́йлович Федо́рченко (31 жовтня 1909, Таганрог — 27 грудня 1997) — радянський та український учений у галузі матеріалознавства, порошкової металургії та спеціальних сплавів, 1961- академік АН УРСР, 1968 — лауреат Премії ім. Патона АН УРСР, 1970 — заслужений діяч науки УРСР, нагороджений орденом Жовтневої Революції, двома орденами Трудового Червоного прапора та двома «Знак Пошани», медалями, 1979 — лауреат Державної премії УРСР, 1981 — Державної премії СРСР.

## Життєпис
1930 року закінчив Кам'янський вечірній металургійний інститут — згодом Дніпродзержинський індустріальний інститут.
В 1930—1935 роках працював на заводах Кам'янського (Дніпродзержинська) та Таганрога.
З 1935 по 1952 рік працює в науково-дослідному інституті сільськогосподарського машинобудування у Москві.
У 1952—1955 роках — у Лабораторії спеціальних сплавів АН УРСР.
З 1955 року працює заступником директора та одночасно завідує відділом Інституту проблем матеріалознавства АН УРСР.
В 1957—1962 роках одночасно — головний вчений секретар Президії АН УРСР.
З 1963 — академік-секретар Відділення фізико-технічних проблем матеріалознавства АН УРСР. Займався розробкою:
- теоретичних основ порошкової металургії,
- створення спеціальних сплавів і матеріалів — антифрикційних, фрикційних, фільтрових. Розробив теорію механізму тертя вузлів машин і механізмів.

Серед його творів:
- 1963 — «Основи порошкової металургії», Київ (у співавторстві),
- 1975 — «Сучасні фрикційні матеріали», Київ (у співавторстві),
- 1976 — «Дослідження матеріалів для гальміних та передаточних механізмів», Київ (у співавторстві),
- 1980 — «Композиційні спечені антифрикційні матеріали», Київ (у співавторстві).